# رود کانزاس

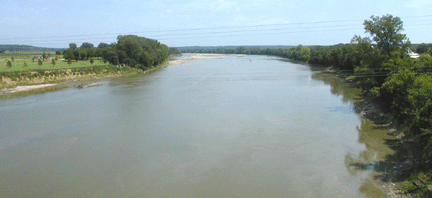
نمایی از رودخانه کانزاس در عبور از کانزاس

رودخانه کانزاس (به انگلیسی: Kansas River) از رودخانه‌های ایالات متحده آمریکا و رودخانه‌ایست که شاخه‌ای از رودخانه میزوری می‌باشد.
طول این رودخانه ۲۳۸ کیلومتر است.